# Adresář knihoven a informačních institucí v ČR
Centrální adresář knihoven a informačních institucí v ČR (báze ADR) je databáze spravovaná Oddělením souborných katalogů Národní knihovny České republiky, která obsahuje záznamy o knihovnách a informačních institucích v České republice. Databáze vznikla v roce 1996 sloučením databází Oddělení souborných katalogů NK ČR a Knihovnického institutu NK ČR a je budována především v návaznosti na Souborný katalog České republiky (SK ČR, dříve CASLIN) - slouží k propojení jeho služeb. V roce 2015 byl původní Adresář knihoven a informačních institucí ČR sloučen s Evidencí knihoven Ministerstva kultury ČR. V současné době zahrnuje údaje o téměř 8 000 institucích zahrnujících kromě různých typů knihoven také informační střediska podniků.